# Platorish churchillae
Platorish churchillae is een spinnensoort uit de familie Trochanteriidae. De soort komt voor in Queensland.